# یونایتد آرتیستس رکوردز
یونایتد آرتیستس رکوردز (انگلیسی: United Artists Records) عنوان یک شرکت و همچنین ناشر و ضبط موسیقی آمریکایی است که توسط مکس. ئی. یونگستین از یونایتد آرتیستس تأسیس گردید. در سال ۱۹۵۷ این شرکت در ابتدا برای توزیع موسیقی متن فیلم‌ها فعالیت می‌کرد با این حال در سال‌های بعد اقدام به ضبط و نشر آثار موسیقی در ژانرهای مختلف نمود.